# Partido Novo Azerbaijão
O partido Novo Azerbaijão (em azeri: Yeni Azərbaycan Partiyasi, YAP) é um partido político do Azerbaijão. Foi fundado em 18 de dezembro de 1992 pelo antigo presidente do Azerbaijão Heydar Aliyev, que liderou o partido e o país até à sua morte em 2003. Agora o partido é liderado por seu filho, Ilham Aliyev, que sucedeu o seu pai como líder do partido e como presidente do Azerbaijão desde 2003.
O Novo Azerbaijão foi descrito como um partido de poder pós-soviético. Os cientistas políticos afirmaram que o partido é vagamente baseado no nacionalismo azeri e num culto de personalidade centrado em Heydar Aliyev e que não possui uma verdadeira ideologia política.
As ideologias declaradas do partido são a legalidade, secularismo e nacionalismo azeri. O partido quer construir uma economia social de mercado e lista a solidariedade civil e a justiça social como base de sua ideologia. O fundador do partido, Heydar Aliyev, foi membro do Partido Comunista da União Soviética até julho de 1991.
A principal disputa entre o Novo Azerbaijão e a oposição pode ser vista como uma luta de poder entre a antiga elite soviética, que ainda controla o Azerbaijão e a nova intelectualidade que sempre se opôs às instituições soviéticas.

## Resultados eleitorais

### Eleições presidenciais
| Data | Candidato apoiado | CI. | Votos     | %            |
| ---- | ----------------- | --- | --------- | ------------ |
| 1993 | Heydar Aliyev     | 1.º | 3 919 923 | 98,8 / 100,0 |
| 1998 | Heydar Aliyev     | 1.º | 2 556 059 | 77,6 / 100,0 |
| 2003 | Ilham Aliyev      | 1.º | 1 860 346 | 75,4 / 100,0 |
| 2008 | Ilham Aliyev      | 1.º | 3 232 259 | 87,3 / 100,0 |
| 2013 | Ilham Aliyev      | 1.º | 3 126 113 | 84,5 / 100,0 |
| 2018 | Ilham Aliyev      | 1.º | 3 394 898 | 86,0 / 100,0 |

### Eleições legislativas
| Data    | CI. | Votos     | %            | +/- | Deputados | +/- | Status  |
| ------- | --- | --------- | ------------ | --- | --------- | --- | ------- |
| 1995/96 | 1.º | 2 228 435 | 62,7 / 100,0 |     | 59 / 125  |     | Governo |
| 2000/01 | 1.º | 1 809 801 | 62,3 / 100,0 | 0,4 | 75 / 125  | 16  | Governo |
| 2005    | 1.º | N/D       | N/D          | N/D | 61 / 125  | 14  | Governo |
| 2010    | 1.º | 1 110 885 | 46,5 / 100,0 |     | 71 / 125  | 10  | Governo |
| 2015    | 1.º | 1 340 770 | 47,2 / 100,0 | 0,5 | 69 / 125  | 2   | Governo |